# Herbert Andorfer
Herbert Andorfer, född 3 mars 1911 i Linz, död 17 oktober 2003 i Anif, var en österrikisk SS-Obersturmführer. Han var från januari till maj 1942 kommendant för koncentrationslägret Sajmište, beläget i närheten av Belgrad. 

## Biografi
Herbert Andorfer föddes i Linz 1911 och växte upp i Salzburg. År 1931 blev han medlem i Nationalsocialistiska tyska arbetarepartiet (NSDAP), som vid den tiden var officiellt förbjudet i Österrike. Två år senare inträdde han i det likaledes förbjudna Schutzstaffel (SS). Från 1934 till 1938 arbetade Andorfer på ett hotell i Sölden. Efter Anschluss, Tysklands annektering av Österrike i mars 1938, blev han medlem av Sicherheitsdienst (SD), SS:s säkerhetstjänst. I slutet av 1930-talet studerade Andorfer rättsvetenskap vid Innsbruks universitet. Efter att i hårda ordalag ha kritiserat Franz Hofer, Gauleiter i Gau Tirol–Vorarlberg, placerades Andorfer på en skrivbordstjänst i Salzburg.
I april 1941 anföll Tyskland Jugoslavien och Grekland och Andorfer kom att tillhöra ledarstaben för Einsatzkommando Agram, vars främsta uppgift var att rekrytera Volksdeutsche till Waffen-SS. I januari 1942 utsågs Andorfer till kommendant för koncentrationslägret Sajmište. I mars samma år levererade Reichssicherheitshauptamt, Nazitysklands säkerhetsministerium, en gasvagn till lägret. Under loppet av cirka två månader gasades omkring 8 000 judiska kvinnor och barn i denna gasvagn.